# Alexander Iljitsch Tjumenew

Grab Alexander Tjumenews auf dem Friedhof in Komarowo

Alexander Iljitsch Tjumenew (russisch Александр Ильич Тюменев, wiss. Transliteration Aleksandr Il'ič Tjumenev; * 12. Augustjul. / 24. August 1880greg. in Sankt Petersburg; † 1. Juni 1959 in Leningrad) war ein russischer Althistoriker und Altorientalist. Er war seit 1932 Mitglied der Sowjetischen Akademie der Wissenschaften.

## Leben
Tjumenew machte 1904 seinen Abschluss an der historisch-philosophischen Fakultät der Universität von Sankt Petersburg. An selbiger (zu diesem Zeitpunkt unter dem Namen Petrograder Universität) war er von 1921 bis 1923 als Professor tätig. Ab 1928 war er wissenschaftlicher Mitarbeiter an der Leningrader Zweigstelle der Kommunistischen Akademie und von 1931 bis 1938 Mitarbeiter an der Staatlichen Akademie der Geschichte der materiellen Kultur (heute Institut für Archäologie der Russischen Akademie der Wissenschaften).
Tjumenew beschäftigte sich unter anderem mit der Methodologie der Geschichtswissenschaften. Er veröffentlichte darüber hinaus mehr als 100 Arbeiten mit dem Schwerpunkt Altorientalistik insbesondere über die antike Gesellschaft der Sumerer sowie Sklaven haltende Gesellschaften, deren Wirtschafts- und Sozialstrukturen. Tjumenew war weiterhin Autor einer der ersten marxistischen Arbeiten über die antike Gesellschaft, mit Blickpunkt auf das antike Griechenland und Rom.
Für seine Verdienste erhielt Tjumenew den Orden des Roten Banners der Arbeit.

## Veröffentlichungen (Auswahl)
- Tjumenev A. I.: Teorija istoričeskogo materializma. Sankt Petersburg 1907
- Tjumenev A. I.: Očerki ėkonomičeskoj i social'noj istorii Drevnej Grecii., Band 1–3, Petrograd 1920–22
- Tjumenev A. I.: Vvedenie v ėkonomičeskuju istoriju Drevnej Grecii. Moskau-Petrograd 1923
- Tjumenev A. I.: Istorija antičnych rabovladel'českich obščestv. Moskau-Leningrad 1935
- Tjumenev A. I.: Gosudarstvennoe chozjajstvo Drevnego Šumera. Moskau-Leningrad 1956